# 로버트 베어

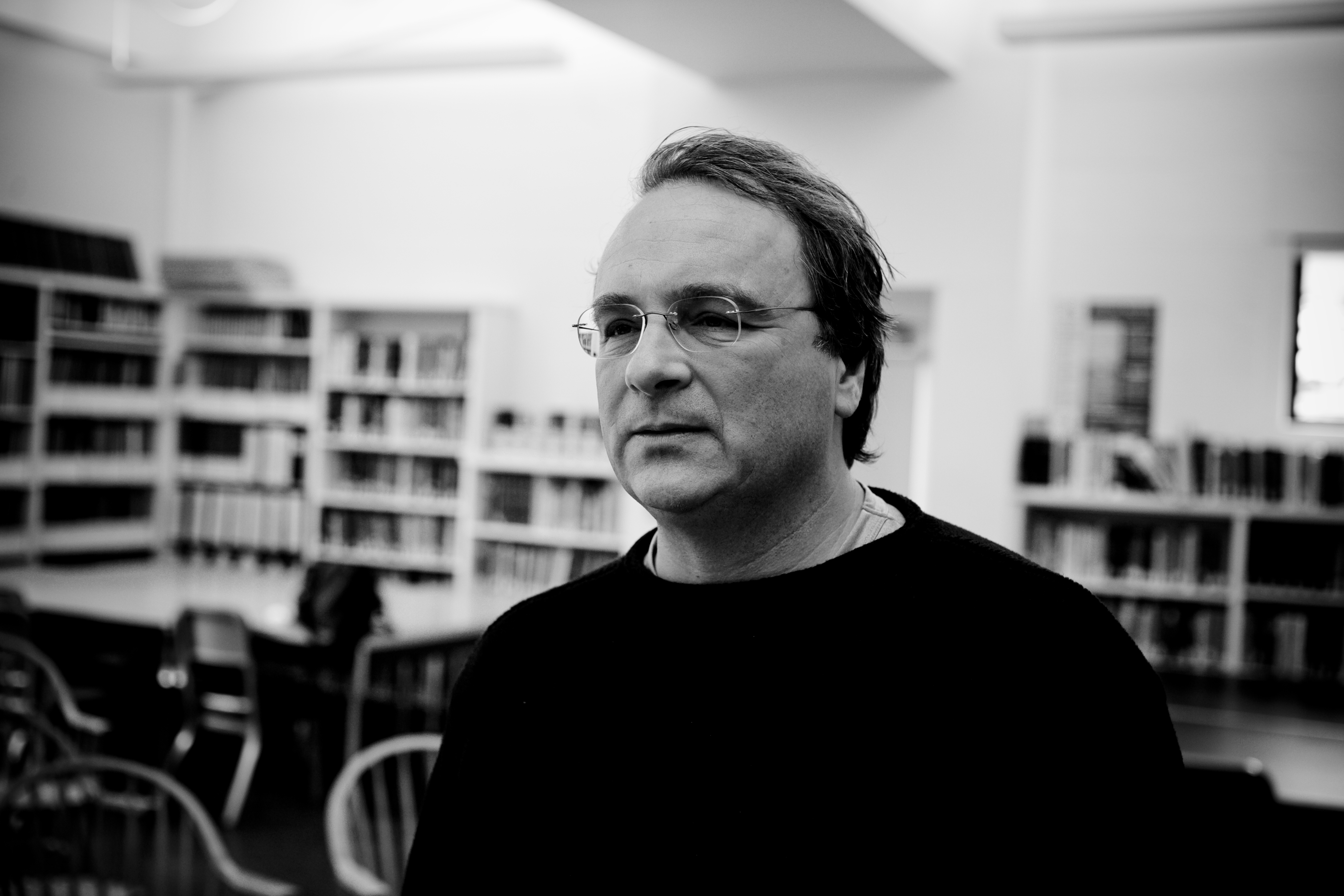

로버트 베어(Robert Baer, 1952년 7월 1일 -)는 CIA의 전직 작전관이자 작가이다.
콜로라도주 아스펜에서 자란, 로버트 베어는 원래 프로 스키 선수를 지망했었다. 고등학교 초의 성적이 좋지 않자 어머니는 그를 군사학교로 보냈다. 1976년, 베어는 조지타운 대학교 외교학부를 졸업하고 캘리포니아 대학교 버클리에 들어간 후, CIA의 작전 본부(Directorate of Operations; DO)의 작전관을 지원한다. CIA에 들어가서는 4개월의 준군사작전 훈련을 포함한 1년간의 훈련을 받았다.
1976년부터 1997년까지 21년간 CIA 작전본부 소속으로 인도, 레바논, 수단, 프랑스, 이라크, 타지키스탄, 보스니아 등에서 근무하며 중동지역 전문 요원으로 경력을 쌓았다.
1995년 CIA의 비밀 공작을 통해 이라크의 사담 후세인 정권 전복을 지원할 것을 클린턴 행정부에게 촉구하다 실패한 후, 베어는 CIA를 사직하였다. 그는 See No Evil을 써서 CIA서 일하는 동안의 경험을 글로 남겼다. 이 책은 2005년 워너 브러더즈의 영화 Syriana로 만들어지기도 했다.
베어는 CIA 요원으로 지냈던 자신의 경험에 비추어 본 중동 분석을 제시한다. 그의 정치적 신조는 다소 불분명하며, 그는 보수주의와 자유주의 양쪽 관점을 모두 보이고 있다.

## CIA 경력

### 1976년
- CIA 입사, 비밀 활동 부문 작전관(Clandestine Service, Operations Officer) 채용

### 1977? ~ 78년
- 작전본부 근동국(Near East Division) 소속으로 최초 해외 근무.인도 파견. 처음에는 마드라스 기지.후 뉴델리 지국
- 마드라스 근무 중 인도 군에 파견(군사 고문?)된 모 아랍국가(시리아?) 장교 Sami 관계 구축 .포섭 시도 무위

### 1981년
- 본부 귀국. 아랍어 연수 코스 과정 시작 (2년짜리. 현지 실습 과정 포함. 튀니지)

### 1983~1985년
- 아랍어 코스 수료.
- 83. 4 베이루트 미 대사관 폭파 사건.
- 83.8 중동 모 전초기지 부임. 해당 지역 근거 레바논 정보 수집 베이루트 해병기지 폭파 사건(83.10) 베이루트 CIA 지국장 빌 버클리 납치사건 (84.3) 등 해당 사안 관계 정보 수집, 현장 조사

### 1985년
- 85.1 수단 하르툼 지국 부임(지국장 밀튼 비어든 Mealton Bearden)
- 85.5 본부 전보 (리비아 반체제 인사-무슬림 형제단 계열 인사 접촉 관계 보안 문제) 아프리카 국 근무

### 1986년
- 86.1 미중앙정보부 테러대책센터 (Counter-Terrorism Center; CTC) 배치
- 86.2 아사드 암살 계획 관련 시리아 무슬림 형제단과 독일에서 접촉
- 86.8 레바논 베이루트 지국 부임. 헤즈볼라 억류 인질 구출 및 시리아, 이란, 시아파, 팔레스타인계 테러 조직 관계 정보 담당

### 1988년~1990년
- 88. 프랑스 파리 지국 부임(지국장 찰스 코건 Charles Cogan)

### 1990/91년? ~ 1992년
- 모로코 라바트 지국 부지국장

### 1992년~1994년
- 타지키스탄 두샨베 지국장
- 92.10~93.1 정정불안에 따른 두샨베 지국 폐쇄에 따라 일시 키르기스스탄 거주.
- 93.1 두산베 지국 복귀

### 1994년
- 본부 복귀. 근동국 이라크 작전단 부단장(Deputy Chief of Iraq Operations Group).

### 1995년
- 95.1 북부 이라크 파견. 후세인 전복 비밀 공작 지휘
- 95.3 쿠르드족 봉기 계획 무산. 본부 귀국 (암살 기도 혐의 관계 FBI로부터 조사)
- 그 후 중앙유라시아국 남부(작전)단 부단장(Deputy Chief of South Group)으로 중앙 아시아 및 카프카스 8개국 담당. 해당 부서 재직 중 카스피 해 파이프라인 건설 계획 석유업자 로저 탐라즈(Roger Tamraz)와 접촉. 탐라즈와 당시 NSC 러시아 우크라이나 유라시아 담당관 쉴라 헤슬린(Sheila Heslin) 사이의 대립에 연루.

### 1996년
- 남부(작전)단장(Chief of South Group)

### 1997년
- 97.12 CIA 사직

## 책
- See No Evil: The True Story of a Ground Soldier in the CIA's War on Terrorism , Crown, 2002, ISBN 0609609874
- Sleeping With the Devil: How Washington Sold Our Soul for Saudi Crude, Crown, 2003, ISBN 1400050219
  - 곽인찬 역, 악마와의 동침: 워싱턴과 사우디 왕가의 추악한 거래, 도서출판 중심, 2004년, ISBN 8989524377

## 영화
- Syriana - See No Evil을 원작으로 헐리우드 스타 조지 클루니가 로버트 베어를 재구성한 인물로 등장하는 영화
- 다크 아일랜드 - 터프 역